# La hija del sepulturero
La Hija del Sepulturero (en inglés, The Gravedigger's Daughter) es una novela de la escritora estadounidense Joyce Carol Oates publicada en 2007. La novela está basada en la vida de la abuela de Oates, a quien dedicó la historia refiriéndose a ella como "la hija del sepulturero". También la dedicó a David Ebershoff "por un camino tortuoso". Fue traducida al castellano por José Luis López Muñoz.  

## Argumento
Regresando a casa de su trabajo, en 1959, Rebecca Schwart es confundida con una mujer llamada Hazel Jones en Chatauqua Falls, Nueva York, por un hombre que asegura ser doctor. Está casada con Niles Tignor y tiene un hijo con él. La familia de Rebecca provino de Munich, Alemania, huyendo del régimen nazi en 1936. Jacob Schwart, su padre, encontró empleo como sepulturero del municipio de Milburn. Él y su familia (su esposa Anna, sus hijos Herschel, August y Rebecca, la menor, quien nació dentro de la embarcación en la que llegaron) vivieron en una casa de piedra ubicada dentro del camposanto. Sus dos hermanos, eventualmente, se marchan de casa. Cuando Rebecca tenía 13 años, Jacob asesinó un hombre en el cementerio por intolerancia, se encerró en casa con Anna y la asesinó también. Estando a punto de dispararle a Rebecca —quien acababa de llegar—, se suicida al ser descubierto por ella.
Al ser constantemente maltratada por su esposo, Rebecca planea abandonarlo. Descubre que es un criminal vinculado a un homicidio al leer una historia sobre el hecho en el periódico. Toma a su hijo Niley —tras una paliza que le propina su esposo— y huye en el automóvil de él. Cambia su nombre al de Hazel Jones y decide llamar a su hijo Zacharias, viajando alrededor del estado de Nueva York en busca de una nueva vida.